# Железная дорога Брешиа — Изео — Эдоло
Железная дорога Брешиа — Изео — Эдоло (итал. Ferrovia Brescia-Iseo-Edolo) — железнодорожная линия на севере Италии с шириной колеи 1435 мм. Дорога соединяет город Брешиа с озером Изео и долиной Камоника.
Протяжённость линии — 105 км. Линия не электрицирована, обслуживается тепловозной тягой и дизель-поездами.

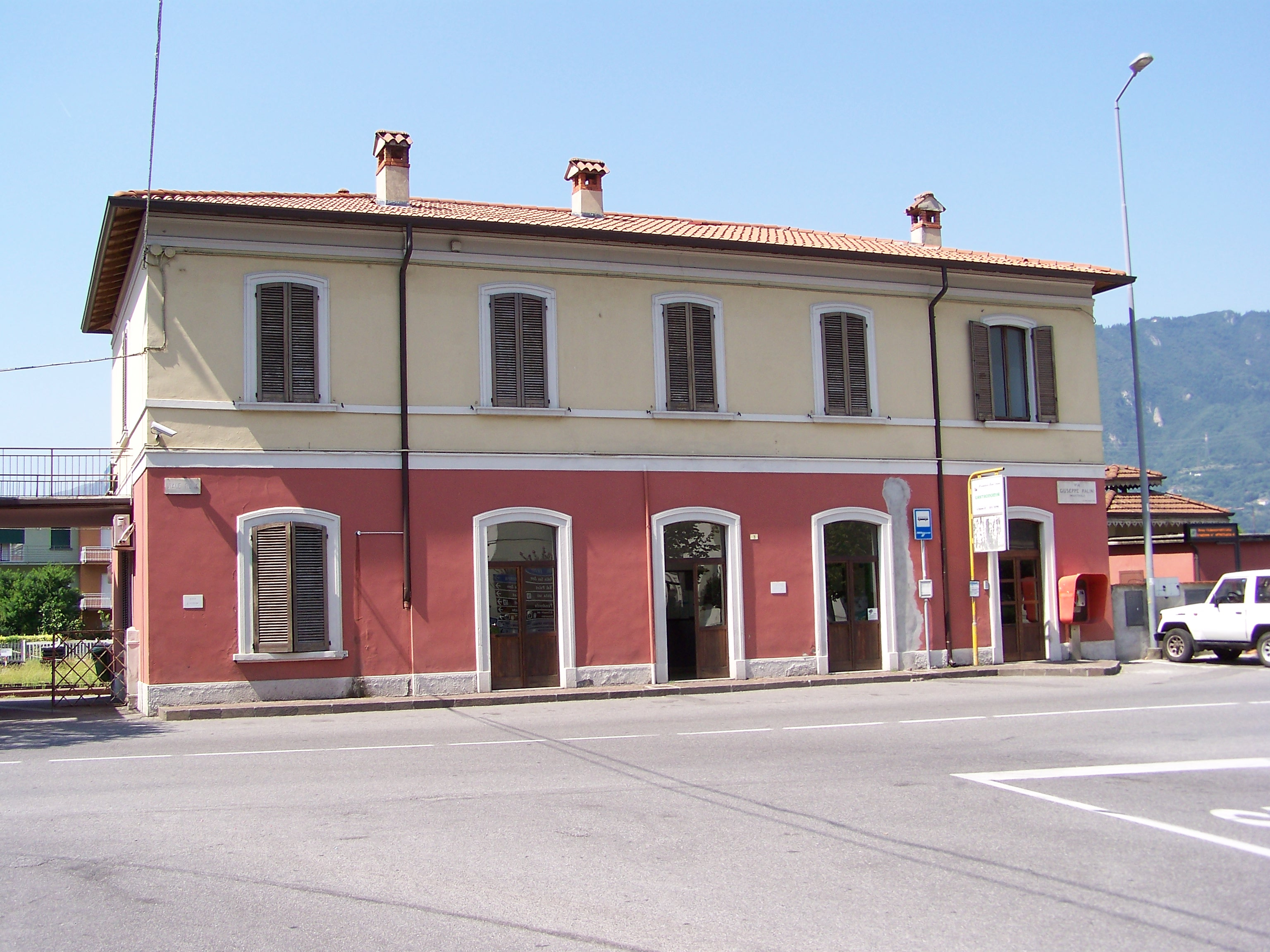
Здание вокзала первого класса на линии Брешиа-Изео-Эдоло.
Станция Пизонье.

Практические работы по строительству линии были начаты в 1881 году. Первый участок (Брешиа — Изео) протяжённостью 24 км был открыт 21 июня 1885 года.
Поспешность в строительстве первого участка линии, несмотря на то, что на уровне идеи и концессии дорога обсуждалась аж с 1859 года, привела к некоторым ошибкам. В частности, погонная масса рельсов была всего 21 кг, вследствие чего по линии не могли ходить товарные поезда, скорость была ограничена 35 км/час.
В начале 1905 года строительство линии продолжилось. В 1907 году были открыты участки до станции Пизонье, а затем — до Брено. В 1909 линия была продолжена до Эдоло.
В 1988 году дорога обслуживалась 10 тепловозами, 12 дизель-поездами, имелись 14 пассажирских и 63 грузовых вагона.
Обслуживается линия железнодорожной компанией FerrovieNord.